# Csortos Gyula
Csortos Gyula (teljes nevén: Csortos Gyula József, Munkács, 1883. március 8. – Budapest, Erzsébetváros, 1945. augusztus 1.) magyar színész.

## Élete

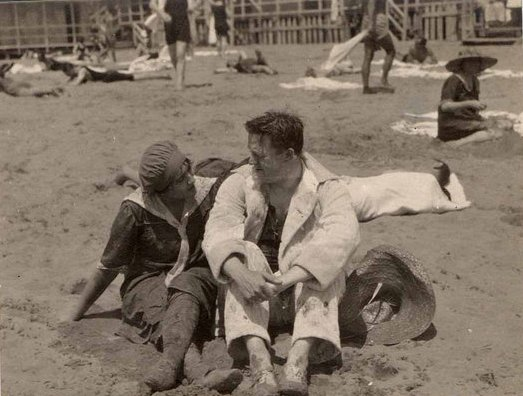
Csortos Gyula Bamberger Friderikával a strandon

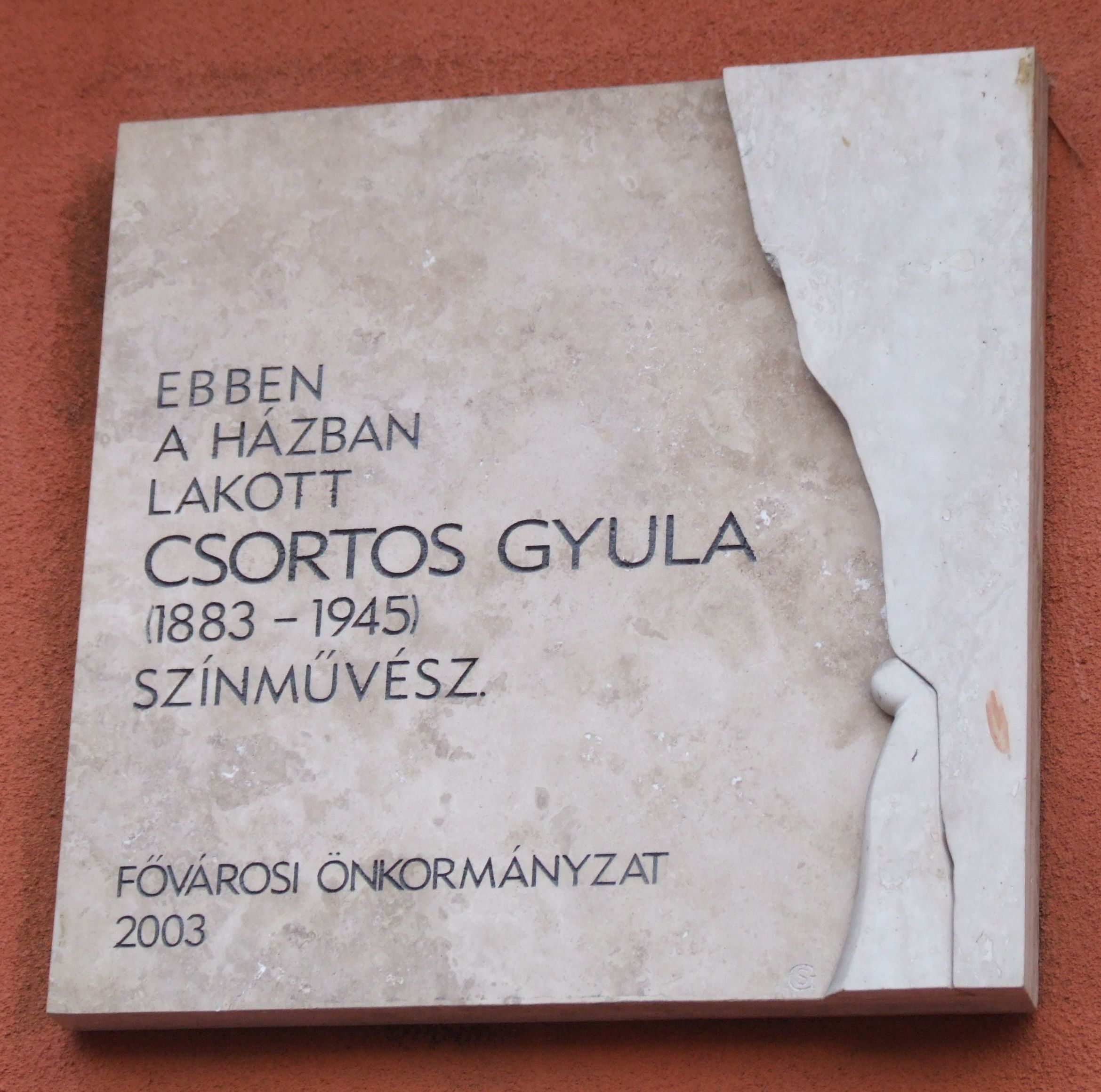
Emléktáblája:
I. kerület Attila út 117.

Édesapja id. Csortos Gyula őrmester, honvédelmi minisztériumi segédhivatalnok (elhunyt 1917. február 6-án Budapesten), édesanyja Misitz Etelka. Küzdelmes gyermekkor és hányatott középiskolai évek után a szigorú szülői ellenzés ellenére is elvégezte a Színiakadémiát, ahol 1903. október 12-én a Gyurkovics-lányok vizsgaelőadásán a Pesti Hírlap bírálata »elegáns, biztos fellépésű, értelmes« színésznek ítélte.
1904–05-ben Debrecenben, 1905–1907 között Szegeden kezdte pályáját. 1907-ben a Népszínház-Vígoperához került. 1908-ban Beöthy László Magyar Színházához szerződött, majd egy csaknem botrányba torkolló előadást követően szerződést szegett és 1910–től 1912-ig a Vígszínházban játszott. Itt lett belőle igazán nagy színész, amit részben Molnár Ferencnek köszönhetett, aki kiváló szerepeket írt számára. Ezt követően 1914-ig ismét a Magyar Színház tagja volt. Ekkoriban a Teréz körút 15. szám alatt lakott. 1914-ben keresete havi huszonnégyezer koronára rúgott, ez Magyarország miniszterelnökének fizetésével egyezett meg. Élettársa egy időben Mészáros Giza színésznő volt.
1914. július 1-jén Budapesten feleségül vette Bamberger Friderikát, Bamberger Albert és Grünbaum Irma lányát. A házasság 1922-ben felbontatott. 1914-től 1922-ig a Vígszínház, 1922–23-ban a Renaissance, 1924–1927 között a Magyar Színház tagja volt. 1923-ban a Belvárosi Színházban is fellépett.
1926. március 1-jén Budapesten, a Terézvárosban házasságot kötött a római katolikus vallású Vígh Manci színművésznővel, Vursner János és Deutsch Mária lányával. 1927-ben a Nemzeti Színház szerződtette, amelynek 1933-ig, majd 1935–től haláláig volt a tagja.
1938-ban az évi keresete 25 290 pengő volt (ekkor a havi színészi létminimum 180 pengőt, azaz évi 2160 pengőt tett ki).
Súlyos cukorbetegsége az 1930-as évek elején jelentkezett először, emellett szívritmuszavar is fellépett nála. Önpusztító életmódja miatt szanatóriumi kezelésre szorult. Első házasságából született egyetlen lánya 1943-ban elhunyt tüdőgyulladásban. Budapest ostroma elől ismerőseinek pincéjében húzta meg magát. A második világháború vége felé, már súlyos betegen vállalta el utolsó főszerepét, a Nemzeti Színházban lépett fel Csehov Medve című drámájában.
1945 júliusában újból kórházba vitték, ugyanis lábsebe nehezen gyógyult. Ráday Imre külföldről hozatott penicillin-injekciót számára, de mielőtt az megérkezett volna, Csortos 1945. augusztus 1-jén a Fasor-szanatóriumban elhunyt.

## Karakterei
Csortos sokféle szerepkörben, számtalan színházi stílushoz alkalmazkodva önálló hangú és arculatú művész-egyéniséggé vált. Drámai szerepeit mély emberábrázolással, hiteles szenvedélyességgel formálta meg. A komikusi szerepkörben volt elemében igazán: alakításait a tragikomikus tónus jellemezte. Fanyar humorával, különc egyéniségével, színpadi tréfáival a magyar színművészet „rettenetes gyermeke” volt.

## Főbb szerepei
- A színész (Molnár Ferenc: A testőr)
- Liliom (Molnár Ferenc)
- László (Lengyel Menyhért: A táncosnő)
- Göndör Sándor (Tóth Ede: A falu rossza)
- Rudi (Szép Ernő: Vőlegény)
- I. Pál cár (Alfred Neumann: Oroszország)
- Yank (O’Neill: A szőrös majom)
- Hjalmar (Ibsen: A vadkacsa)
- Vackor (Shakespeare: Szentivánéji álom)
- Falstaff (Shakespeare: A windsori víg nők)
- Volpone (Jonson)
- Clausen (Hauptmann: Naplemente előtt)
- Lucifer (Madách Imre: Az ember tragédiája)
- Ezra Mannon (O’Neill: Amerikai Elektra)

## Némafilmjei

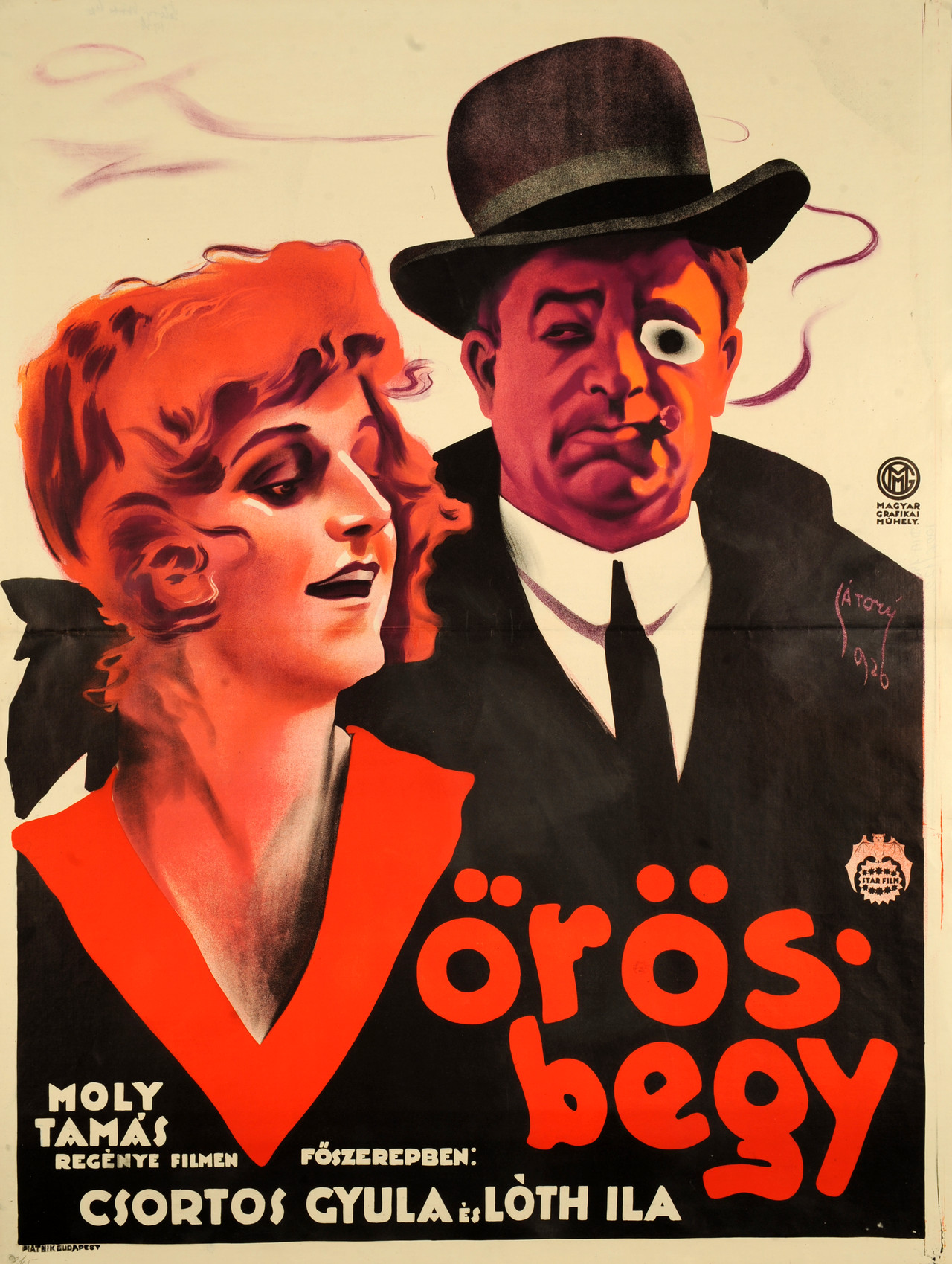
A Vörösbegy című film plakátja, 1920 (Sátori Lipót rajza)

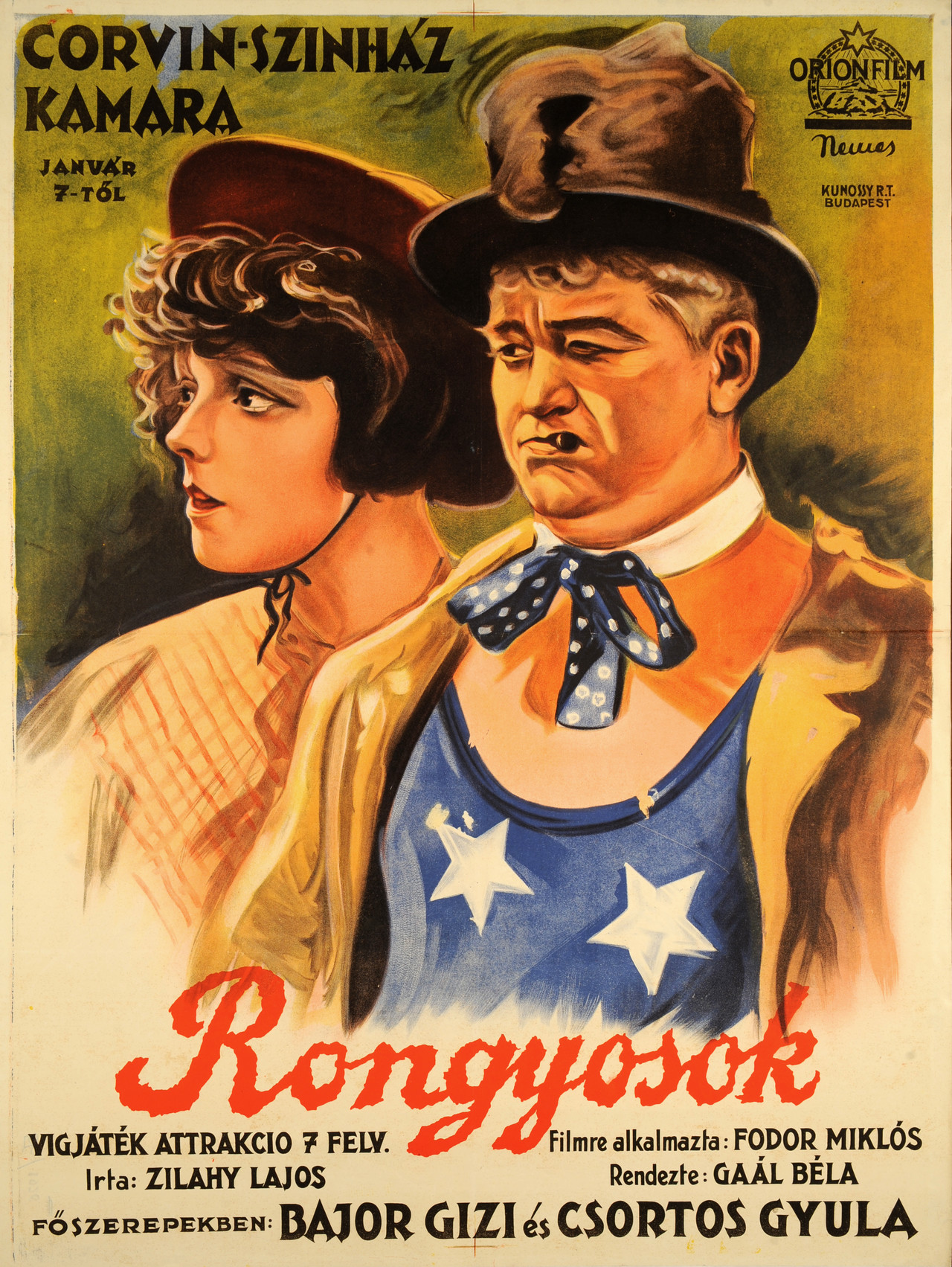
A Rongyosok című film plakátja, 1926 (Nemes György rajza)

- Egy csók története (1912)
- A szerencse fia (1916)
- Soha, többé, mindörökké (1916)
- A hadtest parancsnok (1916)
- A dolovai nábob leánya (1916)
- A vörös Sámson (1917)
- A senki fia (1917)
- A kuruzsló (1917)
- Liliom (1919)
- Júlia kisasszony (1919)
- Vörösbegy (1921)
- Júdás fiai (1920)
- Rongyosok (1926)

## Hangosfilmjei
- Hyppolit, a lakáj (1931)
- Ítél a Balaton (1932)
- Rákóczi induló (1933)
- Egy éj Velencében (1934)
- Lila akác (1934)
- Az új földesúr (1935)
- Tommy, a megfagyott gyermek (1936)
- A méltóságos kisasszony (1936)
- Az aranyember (film, 1936) (1936)
- Café Moszkva (1936)
- Légy jó mindhalálig (1936)
- Ember a híd alatt (1936)
- Sárga csikó (1936)
- Én voltam - Vallomás (1936)
- Duna-parti randevú (1936)
- A 111-es (1937)
- Viki (1937)
- Szerelemből nősültem (1937)
- Egy lány elindul (1937)
- Két fogoly (1937)
- Az ember néha téved (1937)
- Maga lesz a férjem (1937)
- Fekete gyémántok (1938)
- Szívet szívért (1938)
- A leányvári boszorkány (1938)
- A pusztai királykisasszony (1938)
- János vitéz (1938)
- Magyar feltámadás (1939)
- Áll a bál (1939)
- Két lány az utcán (1939)
- Az utolsó Vereczkey (1939)
- Bercsényi huszárok (1939)
- Párbaj semmiért (1939)
- Szeressük egymást (1940)
- Sok hűhó Emmyért (1940)
- Pénz beszél (1940)
- Mária két éjszakája (1940)
- Hazafelé (1940)
- Hazajáró lélek (1940)
- Hétszilvafa (1940)
- Csákó és kalap (1940)
- Vissza az úton (1940)
- A szűz és a gödölye (1941)
- Régi nyár (1941)
- Egy tál lencse (1941)
- Bűnös vagyok (1941)
- A beszélő köntös (1941)
- A kegyelmes úr rokona (1941)
- András (1941)
- Havasi napsütés (1941)
- Az ördög nem alszik (1941)
- Egy asszony visszanéz (1941)
- Gentryfészek (1941)
- Alkalom (1942)
- Álomkeringő (1942)
- Szerelmi láz (1942)
- Külvárosi őrszoba (1942)
- Éjfélre kiderül (1942)
- A tökéletes család (1942)
- Őrségváltás (1942)
- Zenélő malom (1943)
- Rákóczi nótája (1943)
- Egy szoknya, egy nadrág (1943)
- Orient Express (1943)
- Kerek Ferkó (1943)
- Muki (1943)
- Futótűz (1943)
- Egy pofon, egy csók (1944)

## Magyar Rádió
- Kemény Egon - Kulinyi Ernő: Schönbrunni orgonák” az első zenés hangjáték (daljáték) a Magyar Rádióban (1937)

„Csortos Gyula új szerepe.
Csortos Gyula, a Nemzeti Színház kiváló művésze, aki már hosszabb ideje nem lépett fel új szerepben, legközelebb a rádió mikrofonja előtt alakít új szerepet: I. Ferenc József király és császár szerepét. Az illusztris művész játssza ugyanis a Schönbrunni orgonák, Kulinyi Ernő és Kemény Egon zenés hangjátékának a főszerepét a rádióban június 29-én este. Csortos Gyula mellett, aki az ötven éves Ferenc Józsefet alakítja, Tóth Böske játssza a hangjáték női főszerepét, egy híres bécsi színésznőt, Bilicsi Tivadar személyesíti Alexander Girardit, a nagy bécsi jellemszínészt és Várady Lajos a fiatal János Szalvátor főherceget. Leövey Leó, a Vígszínház művésze, Harsányi Gizi és egy gyermekszínésznő játszik még jelentősebb szerepet a Schönbrunni orgonákban, amelynek előadását Barsi Ödön rendezi és ifj. Stephanidesz Károly vezényli.”

Nevét viseli a 600379 Csortosgyula kisbolygó.

## Jegyzetek

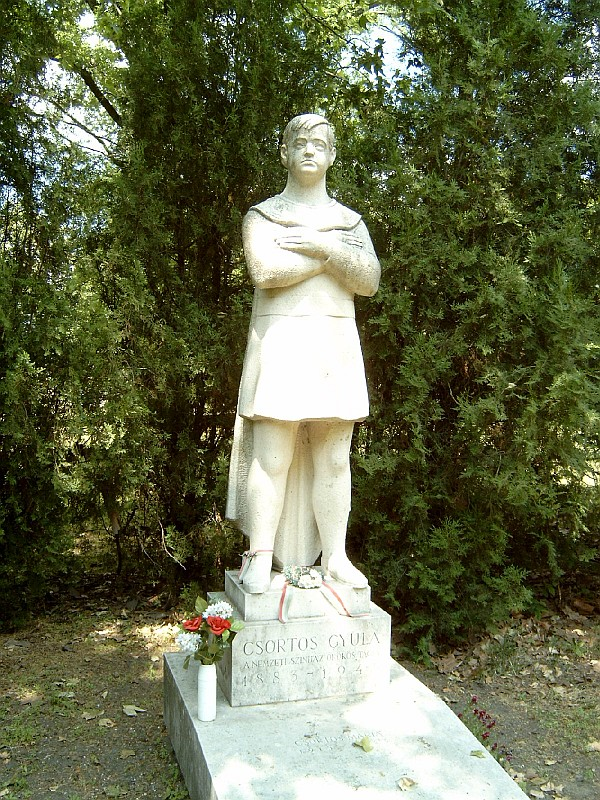
Csortos Gyula sírja Budapesten, a Kerepesi temetőben. Mikus Sándor alkotása